# Le Prince et la Couturière
Le Prince et la Couturière (en anglais The Prince and the Dressmaker) est une bande dessinée américaine scénarisée et dessinée par Jen Wang et parue en 2018. C'est un conte relatant la relation entre une jeune couturière pauvre et un prince qui aime se travestir en femme. L'album a reçu plusieurs récompenses, dont le Fauve jeunesse à Angoulême en 2019.

## Résumé
L'histoire se déroule en Europe entre la fin du XIXe siècle et le début du XXe siècle. Francès, une jeune couturière talentueuse, se fait renvoyer par son patron après avoir conçu une robe très osée qui satisfaisait pleinement la cliente, mais a scandalisé les parents de cette dernière. Alors qu'elle se croit promise à la misère, Francès est aussitôt réembauchée par le domestique d'une mystérieuse femme riche qui a remarqué son talent grâce à cette robe. Conduite chez cette femme dans le plus grand secret, Francès parle à sa nouvelle patronne sans pouvoir la voir, mais ce n'est pas très pratique pour prendre les mesures des vêtements. Le hasard d'un accident lui fait découvrir l'identité véritable de sa patronne : il n'est autre que le prince Sébastien, l'héritier du trône. Chaque nuit, Sébastien se travestit en femme dans des robes chamarrées pour se rendre à des galas ou au spectacle, mais il cherche quelqu'un capable de lui concevoir des tenues particulièrement originales et somptueuses. Francès accepte et Sébastien est vite ravi par ses créations. En référence à l'œuvre d'une couturière parisienne que Francès admire, Sébastien prend le pseudonyme de lady Crystallia.
Pendant ce temps, le roi et la reine, parents de Sébastien, cherchent une épouse susceptible de lui convenir. Sébastien se prête à ces rendez-vous de mauvais gré : aucune princesse n'est à son goût. La nuit, Lady Crystallia remporte un grand succès mondain et ses robes sont remarquées. Il associe de plus en plus Francès à sa vie mondaine et les deux jeunes gens deviennent très proches, mais Sébastien présente Francès sous d'autres identités pour ne pas révéler son rôle réel auprès de lui. Le prince et la couturière ont plusieurs frayeurs, mais parviennent à préserver le secret sur leurs identités respectives. 
Au fil du temps, cependant, Francès souffre de l'anonymat où la situation l'enferme : comme Sébastien ne veut pas révéler qui il est, il ne peut pas non plus laisser Francès se révéler au grand jour comme la créatrice des robes magnifiques qu'il porte sous son nom de lady Crystallia. Francès, la mort dans l'âme, finit par décider de démissionner. Sébastien se sent malheureux du départ de Francès. Conscient de son devoir envers ses parents, il décide d'accepter d'épouser l'une des princesses qu'ils lui ont proposée. Peu après, à l'occasion d'une soirée arrosée, l'identité secrète de Sébastien est dévoilée au grand jour. La bonne société du royaume est scandalisée. Le jeune prince se réfugie dans un monastère. Seul son domestique est au courant de sa cachette. La couturière, de son côté, se voit promettre une brillante carrière par le directeur d'un grand magasin qui lui commande toute une collection de robes. Elle travaille avec ardeur, mais regrette de ne plus voir le prince. Sébastien demande à son confident de remettre à Francès toute la collection de robes de Lady Crystallia. A cette occasion, la couturière croise le roi qui désespère, pensant avoir raté l'éducation de son fils, mais elle le rassure. 
Le soir de la présentation de la collection, Sébastien vient voir Francès pour la féliciter et admirer les robes. Francès lui montre les modèles : ils sont beaux mais très classiques, loin de l'originalité frappante des robes de lady Crystallia. C'est que le patron du grand magasin est plus soucieux de ventes et de respectabilité que de créativité réelle. Au dernier moment, Francès et Sébastien décident de modifier le spectacle. Sébastien paraît, vêtue en lady Crystallia, à la grande admiration du public. Le patron du grand magasin, en colère, veut faire un scandale, mais il s'arrête court en voyant arriver le roi en personne, habillé en femme, venu avec la reine pour soutenir son fils. Sébastien et ses parents sont réconciliés, le talent de Francès est reconnu. Sébastien parle à ses parents et demande en mariage Francès, qui accepte avec joie.

## Histoire éditoriale
The Prince and the Dressmaker paraît aux États-Unis chez First Second Books en février 2018. La traduction française, Le Prince et la Couturière, paraît en France aux éditions Akileos en mai 2018.

## Récompenses
- 2018 : Prix Harvey du meilleur livre pour enfant ou jeune adulte.
- 2019 : 
  - Prix Eisner de la meilleure publication pour adolescents[3].
  -  Prix Jeunesse du festival d'Angoulême[4].